# Alexis Saelemaekers
Alexis Jesse Saelemaekers (Berchem-Sainte-Agathe, 27 de junho de 1999) é um futebolista belga que atua como ponta. Atualmente joga no Milan.

## Carreira
Em 31 de janeiro de 2020, no encerramento da janela de transferências de inverno, o Milan contratou o meia por empréstimo, com opção de compra. A estreia foi no empate em 1 a 1 com o Verona.

## Títulos
Milan
- Campeonato Italiano: 2021–22